# Dominique Massaut

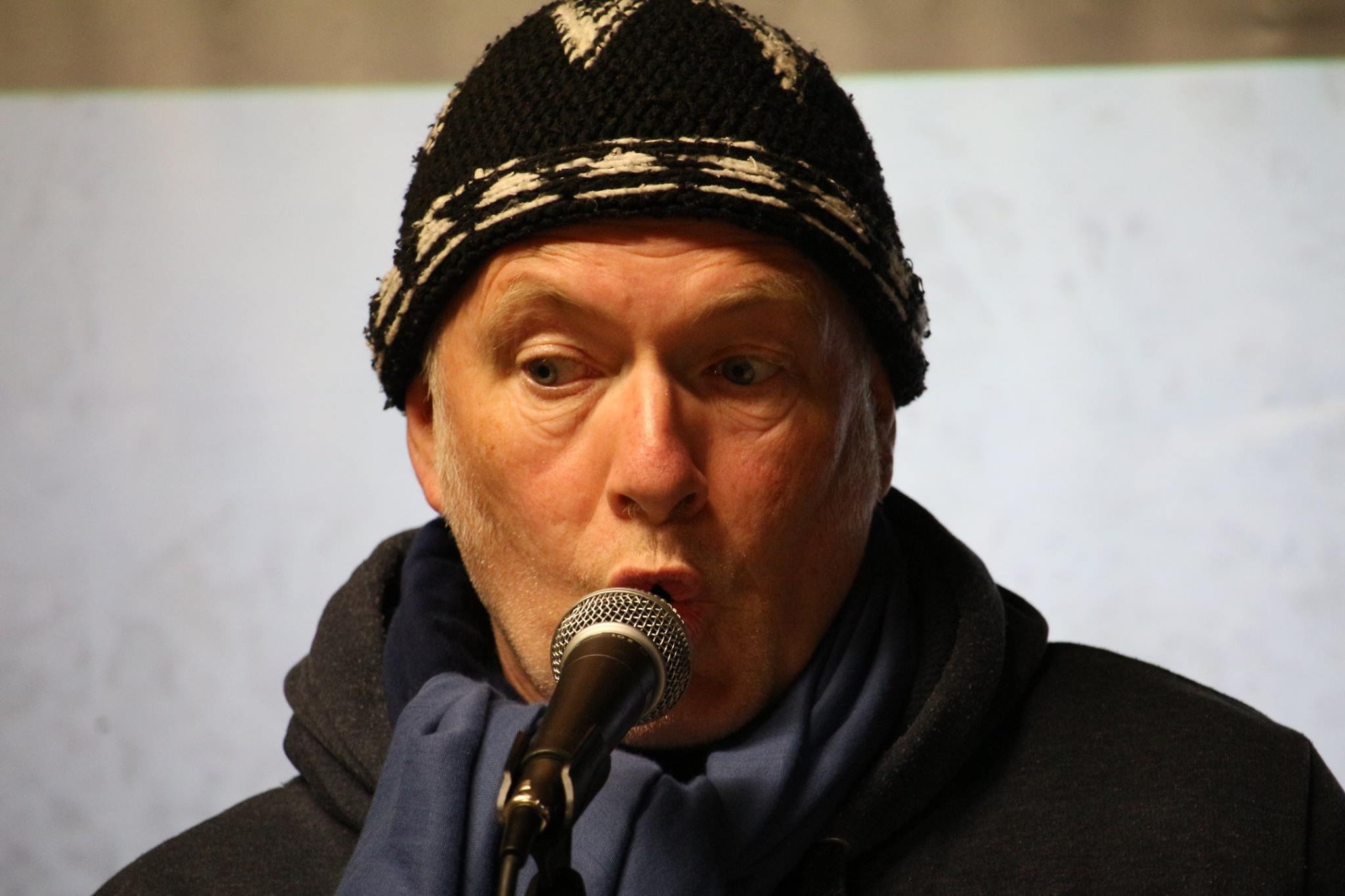
DomM, alias Dominique Massaut, poète dans l'oralité.

Dominique Massaut est un poète belge né à Liège le 20 septembre 1959.

## Biographie
Dominique Massaut, alias DomM, est poète et diseur d'une écriture dans le corps en rizhome. Il est aussi l'initiateur de la scène slam belge francophone. Dominique Massaut diffuse son travail à la fois par le livre, le support sonore et le spectacle vivant. Il œuvre encore comme animateur de scènes slam, d'ateliers d'écriture, d'ateliers de slam et de spoken word.
Après avoir travaillé dans les années 80 avec des troupes de théâtre-action, il mit sur pied des sortes d’attentats poétiques, les cabarets commandos, avec le collectif Act.A. (Actif Autrement), le Domingo’s Band et le groupe G.I.R.A.Fe (Groupe Informel de Réflexion et d’Action sur les Fêtes) au Centre de Jeunes La Zone (Liège, Belgique).
Il anima ensuite des rencontres littéraires connues sous l’intitulé Les dimanches impairs de la poésie (avec Jacques Izoard notamment), ainsi qu’un club de cabarets littéraires dont l’objet était de rendre la poésie festive, critique, vivante, par toutes et par tous.
En 2005, il introduit la scène ouverte de slam en Belgique francophone (le 30 juin au Centre culturel L’Aquilone, à Liège), en compagnie du slameur parisien Tsunami MC.
Dans la foulée, il crée une scène mensuelle au Centre de Jeunes La Zone, où il lancera rapidement, de façon biennale, la plus longue scène slam de l’histoire : Les 24h slam de Liège.
Il  continue de parcourir les scènes slam de Bordeaux, Paris, Lyon, Toulouse, Lille, Strasbourg, Lausanne, Poitiers, Tours…
Depuis 1991, Dominique Massaut propose également de nombreux spectacles de spoken word et de poésie-action. Il qualifie lui-même sa poésie de "gesticulée", en référence aux conférences gesticulées initiées par Franck Lepage. Ex membre de l’ex Big Band de Littératures féroces (avec ou sans dents), avec Laurence Vielle, Vincent Tholomé, Frédéric Saenen, Christian Duray, Daniel Hélin et Mathieu Ha (2001-2002), il travaille en outre, au sein de spectacles mouvants, avec Luc Baba et Vincent Tholomé (Les Pinces de Mélanie), avec Bruno Geneste et Paul Sanda (Les anges du bizarre, arvento), avec Milady Renoir (Slaminals) et Lisette Lombé, avec Alain Subrebost (DomM et DomM, Rythme&Rire).
Le 13 mai 2016, il présente un spectacle de spoken word au dixième FiEstival Maelström (au Centre culturel Senghor d’Etterbeek, Belgique) en compagnie de Marc Kelly Smith et les musiciens Cécile Broché et Alain Subrebost.
Depuis 2007, il participe à de nombreux festivals de poésie faisant la part belle à l’oralité : FiEstival Maelström, Festival de la Parole poétique au Pays de Quimperlé, Festival International de Poésie Actuelle de Cordes-sur-Ciel, Festival international de slam de Lausanne, Festival Voix vives de Sète, Les Eauditives de Provence verte, Les cris poétiques d’Apt, Festival du Verbe à Saint-Martory (programmé par Dick Annegarn), Expoésie à Périgueux, Semaine de la langue française de Fès, Festival Gratte Monde de la Maison de la poésie Rhône-Alpes, Poésia à la Factorie en Normandie, Nouvel An poétique de la Maison de la poésie d’Amay, Périphérie du Marché de la poésie de Saint-Sulpice à Paris, Festival d’Avignon…

## Publications

### Publications en revue
Chez Carte blanche (Liège, Belgique) ; Les Elytres du hanneton (nos 161, 162) ; Parterre verbal (no 28) ; Gros Textes (no 26) ; Ouste (nos 9,14, 17), L'arbre à paroles (D’un autre Finistère… no 108, 120 ; 143 La relève à Delaive}) ; Dixformes-Informes (nos 21, 22, 25) ; Les amis de l’Ardenne ; Bleu d’encre (no 11) ; Le Fram (no 12, , Extraits du manuscrit « Lymphéas » ; no 19, Extraits du manuscrit "Je m'en irai bientôt") ; La bafouille incontinente (nos 1 à 48, sauf hors-série) ; Matières à poésie (nos 4bis, 10, 14), Krautgarten (nos 61, 62, 69) ; Le journal des poètes (nos 4, 12) ; Mange-Monde (no 5) ; Sémaphore (nos 3, 4, 5) ; Bacchanales (nos 51, 53, 63) ; Digor (no 5), Teste (no 36), ...

### Publications en anthologie
Nouvelle poésie en pays de Liège, L'arbre à paroles, Amay, 1998 ; La Meuse, roman-fleuve, Les amis de la Grive, Charleville-Mézières, 2003 ; Petite anthologie de poésie érotique en pays de Liège, Liège, 2004 ; 1001 fromages et 20 poètes, Éditions d’une Certaine Gaieté, Liège, 2004 ; Au tour de Jacques Izoard, Éditions boumboumtralala, Liège, 2007 ; Points de vue sur la Saint-Valentin, Ed. La Zone, Liège, 2008 ; Terre commune, L'arbre à paroles, Amay, 2009 ; Slam à La Zone, livre-disque, La Zone, Liège, 2009 ; Au pays de Maurice Carême regarder lire écrire créer, manuel de Béatrice Libert, Éditions Couleur livres, Charleroi, 2010 ; Piqués des vers !, coffret, Renaissance du livre, Espace Nord, Bruxelles, 2010 ; De l'autre côté, L'arbre à paroles, Amay, 2011 ; Anthologie du Festival de la Parole poétique, Quimperlé, 2012 ; Métissage, L'arbre à paroles, Amay, 2012 ; Xavier Grall parmi les siens, Rafael de Surtis, Cordes-sur-Ciel, 2013 ; Momento nudo, L'arbre à paroles, Amay, 2013 ; Voix vives, Anthologie Sète 2014, Ed. Bruno Doucey, Paris, France ; Belgium Bordelio, L’arbre à paroles, Amay, 2015 ; GPS 10 Poésies expérimentales, collectées par Jean-Pierre BOBILLOT (Ed. Plaine page), 2017 ; Anthologie des poètes sémaphoriques, Ed. Maison de la poésie - Quimperlé, 2017 ; Poésies & Voix de Liège, dirigée par Simon Raket, photographies de Mustapha Mezmizi, Les Editions de la Province de Liège, 2017 ...

### Livres et plaquettes
- L’œil du silence, l’Arbre à paroles, Amay, Belgique, 2000.
- Le vieux sage, Les Éditions de l’Heure, Charleroi, Belgique, 2002.
- Nourrir le rond, l’Arbre à paroles, Amay, 2004.
- De la « Cucaracha » qui voulait se faire aussi haute que l’Albatros et de ce qu’il advint – ou n’advint pas – de son mâle ruminant (poème hominien en « tu »), Éditions Tétras Lyre, Soumagne, Belgique, 2005.
- d'un o, d'entre mille, les éditions [o], Bordeaux, France, 2007.
- Poèmes anxiolytiques, Bookleg, Ed. Maelström, Bruxelles, Belgique, 2007.
- Evasions d'un aï, livre-disque, Éditions l'Arbre à paroles, coll. P.O.M., Amay, Belgique, 2008.
- Je suis bête, Ed. Boumboumtralala, coll. La bafouille incontinente, Liège, Belgique, 2010.
- Lymphéas, Le Coudrier, Mont-Saint-Guibert, Belgique, 2011.
- Zone slam (Vol. 1), Éditions l’Arbre à paroles, coll. P.O.M., Amay, 2011.
- Monsieur Tapecte, Bookleg, Ed. Maelström RéEvolution, Bruxelles, 2011.
- Je m'en irai bientôt, Editions Rafael de Surtis, Cordes-sur-Ciel, France, 2013.
- Je suis bête (Réédition),  Editions Plaine Page, Barjols, France, 2015.
- Bordeaux, Inertie trouble, ill. André Jolivet, Voltije Editions Ltd, Coll. Le Monde des villes, Little Big Book Artist, Plougonven, France, 2016.
- Sous ton pas, l’Arbre à paroles, Amay, Belgique, 2018.
- Débordements, livre-disque, Ed. Maelström RéEvolution, Bruxelles, 2019.
- Lieux, liens, langues, l’Arbre à paroles, Amay, Belgique, 2021.

### CD
- Evasions d'un aï, livre-disque, L'arbre à paroles, 2008. Textes et voix : Dominique Massaut. Musique : Mahmoud Barkou. Ney, gasba, saxophones, percussions et klarimoud : Mahmoud Barkou. Ill. Sylvain Basteyns.
- Monosyllabines, de DomM (Dominique Massaut), 2014. Textes et voix : Dominique Massaut. Musique : Line Adam. Piano, flûtes, guitare : Line Adam. Oud : Abdelhak Tikerouine. Violoncelle : Kathy Adam. Autres voix : Jean-Luc De Meyer ; Abdelhak Tikerouine. Ill. Bénédicte Luxen.
- Débordements, livre-disque, Maelström, 2019. Voix : Dominique Massaut, Laurence Vielle, David Giannoni, Vincent Tholomé, Les Kids de Villenave d'Ornon... Musique : Gauthier Keyaerts, Alain Subrebost, Jean-Christophe Detrain... Mixage&mastering : Pierre Devalet et Yael Mothes. Ill. Klervi Bourseul.

### Vidéographie
- 2004 : Tout ce qui va vite me dépasse, film (48 minutes) de Karim Selhab. Tentative de portrait, en onze poèmes, du poète Dominique Massaut.
- 2006 : Participation, avec Murmure Média, au film belge du vaste projet "La Caravane des dix mots" (Théâtre des Asphodèles, Lyon)

### Prix
- 1994 : Premier prix auteurs du concours Un auteur, une voix (RTBF), émission Façons d'écrire, façons de parler (Belgique).
- 2004 : Prix de la Ville de Liège au Concours Pyramides (Liège, Belgique).
- 2007 : Deuxième au premier Championnat belge de Slam (Bruxelles, Belgique).
- 2013 : Label Spered Gouez pour le spectacle DomM (Clohars-Carnoët, France).
- 2014 : Prix Giòrgos Sarantàris pour Je m'en irai bientôt (Pays de Quimperlé, France).
- 2015 : Prix Marc Sabathier-Lévêque pour l'ensemble de son travail de diseur-slameur.
- 2020 : Prix du jury CoPo pour le livre-disque Débordements (Ed. Maelström)